# Chloroza

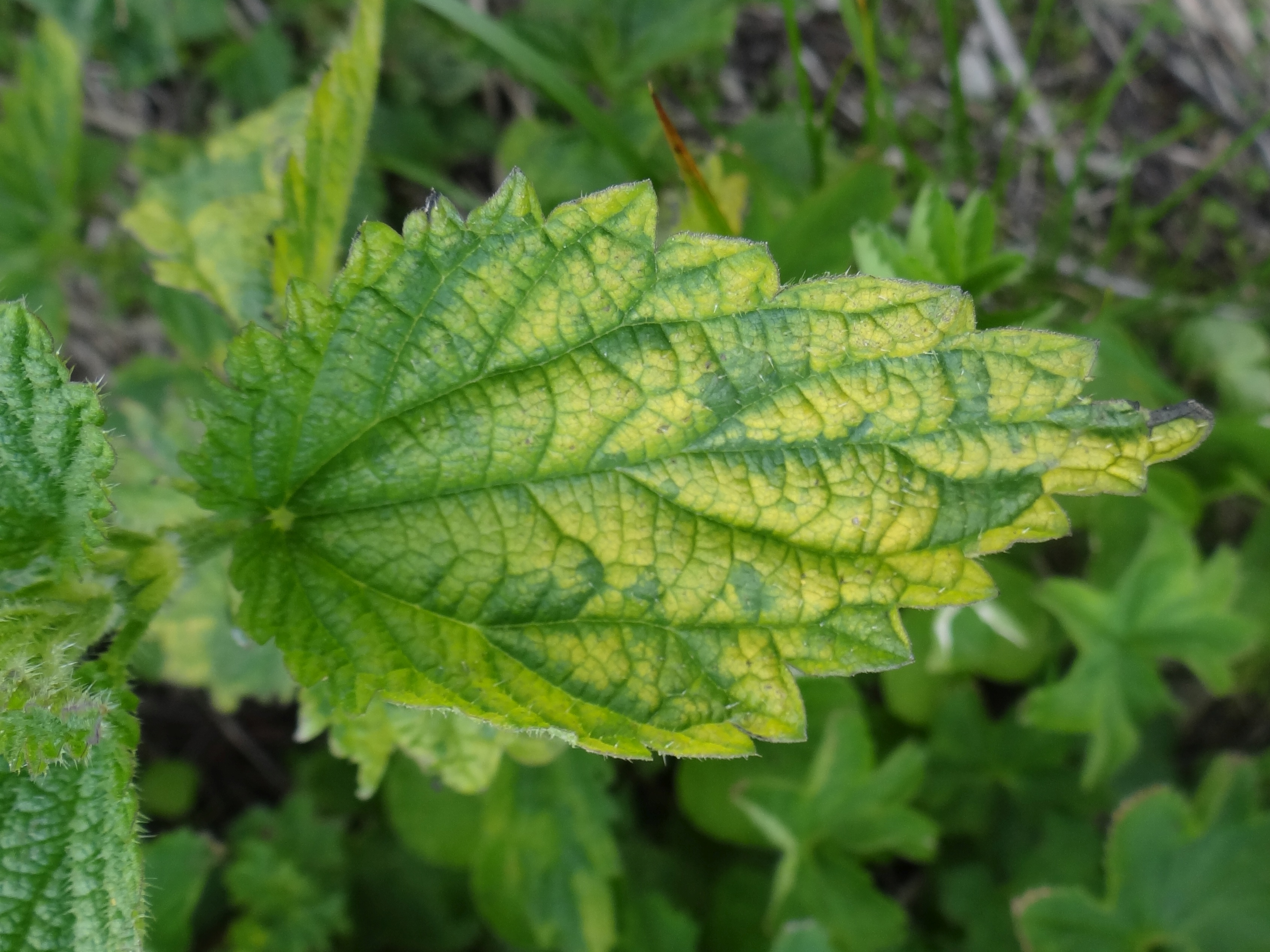
Chloroza liścia pokrzywy zwyczajnej

Chloroza – jeden z rodzajów zmian zabarwienia roślin. Jest to objaw chorobowy polegający na zaburzeniach w wytwarzaniu chlorofilu. Objawia się tym, że chore rośliny stopniowo żółkną. Przyczyny chlorozy są różne:
- nieinfekcyjne. Może to być brak niektórych pierwiastków – najczęściej żelaza, potasu, magnezu lub azotu. Przyczyną może być także brak składników pokarmowych, nadmiar wapnia w glebie oraz akumulacja nadmiaru fosforanów w roślinie. Wskutek tych powodów roślina cierpiąca na chlorozę nie może przeprowadzać fotosyntezy[2][3].
- infekcyjne, wywołane przez patogeny, głównie wirusy i lęgniowce.